# Batalla de Carras
La batalla de Carras fue un enfrentamiento militar librado cerca de la ciudad homónima, actualmente Harrán (Turquía), en 53 a. C., entre la República romana y el Imperio parto. En ella el spahbod parto Surena derrotó a una fuerza de invasión romana numéricamente superior comandada por Marco Licinio Craso, procónsul de Siria.
Craso, miembro del Primer Triunvirato y el hombre más rico de Roma, se sentía atraído por la perspectiva de la gloria militar y riqueza y decidió invadir Partia sin permiso del Senado. Tras rechazar la oferta de ayuda del rey armenio Artavasdes II para invadir Partia a través de Armenia, Craso marchó directamente por los desiertos de Mesopotamia. Cerca de Carras se encontró con Surena, donde la caballería ligera parta prevaleció sobre la infantería pesada romana, muriendo o siendo hechos prisioneros la mayoría de los legionarios. El mismo triunviro fue asesinado durante unas negociaciones que se tornaron violentas.
Su muerte significó el final del Primer Triunvirato. Los otros dos miembros, Cayo Julio César y Cneo Pompeyo el Grande, lograron mantenerse en paz por cuatro años hasta que estalló una guerra civil entre ellos. Craso había resultado el elemento pacificador, aun cuando inicialmente la fuente de mayores tensiones era la rivalidad entre él y Pompeyo y no entre César y Pompeyo.

## Antecedentes

### Primeros contactos

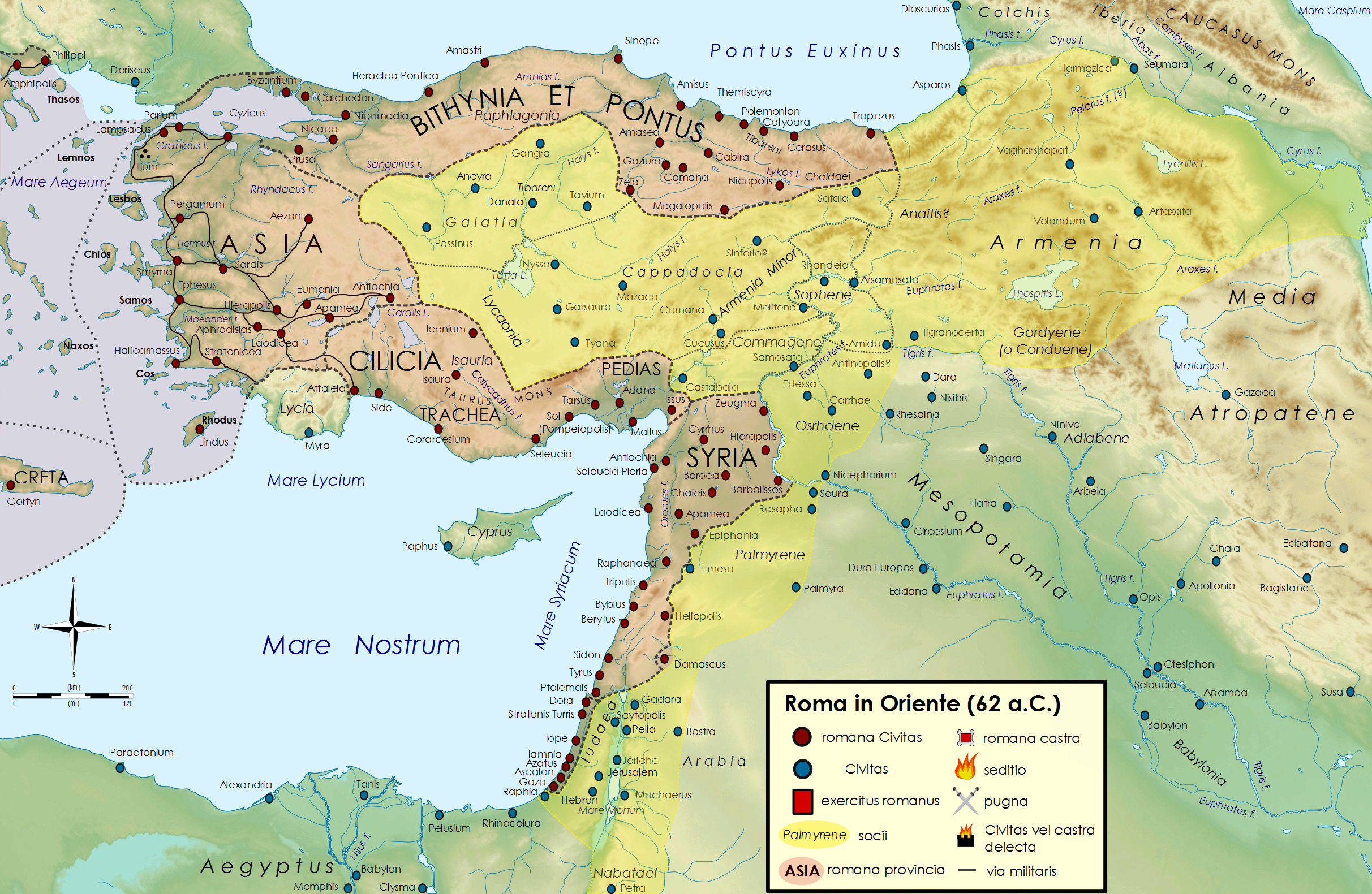
Medio Oriente en el 62 a. C., pueden verse en rojo los territorios romanos y en amarillo sus aliados.

Los arsácidas eran descendientes de los nómadas dahes que lucharon más de un siglo contra el Imperio seléucida. Cuando comenzó la decadencia de aquel imperio con las derrotas de Magnesia (190 a. C.) y de Ecbatana (129 a. C.), se apoderaron del centro del antiguo Imperio aqueménida: las mesetas persas, los prados medos y las llanuras mesopotámicas. Durante el reinado de Mitrídates I dominaron Armenia.
El «rey de reyes» arsácida solo exigía tributos, derechos de aduanas y ser árbitro de disputas; a cambio, daba amplia autonomía para los asuntos internos, aunque siempre bajo la vigilancia de los funcionarios reales, y era tolerante con la religión, lengua y cultura de sus vasallos. En resumen: «no poseían tanto el mando sobre sus cien pueblos diversos como el control de sus relaciones». Lo importante para los arsácidas era mantener la paz interna, para que las rutas comerciales entre el Mediterráneo y el Extremo Oriente siguieran abiertas, y necesitaban ser tolerantes, porque tal economía atraía a gente de muchas culturas a su ya diverso reino.
Roma llegó pacíficamente al Cercano Oriente mediante la anexión de Pérgamo (133 a. C.), significando la entrada en la región de un actor foráneo y formidable solo comparable a la conquista macedónica. Lentamente, los monarcas asiáticos empezaron a plantearse cómo encarar su llegada. En 92 a. C. se dio el primer contacto entre la República romana y el Imperio parto, que fue completamente pacífico. Una delegación enviada por el rey Mitrídates II se reunió a orillas del Éufrates, en Capadocia, con el propretor Lucio Cornelio Sila. Ahí se estableció a aquel río como el límite entre ambas potencias.
Durante la primera guerra mitridática, los arsácidas estuvieron a la expectativa, más preocupados por el poder de Tigranes II de Armenia y su suegro Mitrídates VI del Ponto, que de los romanos. El armenio se había anexado la Sofene del proparto Artanes y después atacado el territorio parto aprovechando el caos producido por la muerte de Mitrídates II. Cuando el armenio hizo construir una nueva capital llamada Tigranocerta, en el 80 a. C., los arsácidas entendieron que era un símbolo de su búsqueda de la hegemonía en el Cercano Oriente, ya que él proclamaba revivir la gloria del Imperio asirio.
En ese conflicto, la posición romana en Asia Menor colapsó y como los partos habían perdido territorios ante Tigranes II, ambos Estados estuvieron sin contacto hasta la tercera guerra mitridática. En el 73 a. C. Mitrídates VI pidió ayuda a los partos pero estos se negaron, por ser suegro de Tigranes II; nuevamente lo hizo en 72 o 71 a. C., pero el rey parto Arsaces XVI estaba más ocupado con la rebelión de Sinatruces en el este.
En 69 a. C. el procónsul Marco Licinio Lúculo invadió Armenia y derrotó a Tigranes II. Fue la primera vez que romanos y partos incidieron seriamente en la política exterior del otro y recuperaron el contacto definitivamente, porque Mitrídates VI había vuelto a pedir ayuda (lo que le fue negado otra vez) y el desesperado Tigranes II ofreció setenta valles armenios, Adiabene y sus conquistas en el norte de Mesopotamia como pago. Sin embargo, los arsácidas se limitaron a ofrecerse como mediadores y negociaron con Lúculo para que reconociera el límite en el Éufrates. El procónsul pensó en atacarlos, sabedor que pónticos y armenios no podrían intervenir, pero sus tropas se negaron a marchar contra Corduene porque estaban agotadas y, como los arsácidas habían sido neutrales, prefirió cancelar sus planes.

### Pacto entre romanos y partos
Cuando Cneo Pompeyo Magno reemplazó a Lúculo como comandante en el Oriente, se reabrieron las negociaciones con el rey Fraates III, pero en 66 a. C. el hijo de Tigranes II y yerno de Fraates, Tigranes el Joven, se sublevó contra su padre y convenció a su suegro de que invadiera Armenia.
El ejército parto ocupó el país mientras su rey huía a las montañas, llegó hasta Artaxata, ciudad a la que puso sitio; el rey parto se retiró y dejó a su cargo al príncipe armenio, pero esto fue aprovechado por Tigranes II para atacar y derrotarlo. El príncipe debió huir con los romanos y se ofreció como guía y aliado para una invasión contra su padre, pero Tigranes II optó por la sumisión a Roma. Entonces el príncipe fue enviado a la capital de la República como rehén (sería exhibido en el triunfo de Pompeyo). A cambio de la paz, Tigranes II debió renunciar a sus dominios sirios.
Pompeyo dejó en 65 a. C. al legado Lucio Afranio a cargo de Armenia mientras marchaba contra los iberos y albanos, estando a tres días de marcha del mar Caspio y preguntando a qué distancia estaba de la India. Fue entonces cuando su legado Aulo Gabinio lanzó una breve campaña de saqueo al norte de Mesopotamia, cruzando el Éufrates y llegando hasta el Tigris. En respuesta, Fraates III invadió Corduene y exigió la liberación de Tigranes el Joven. Pompeyo respondió que no entregaría al príncipe y exigió la retirada arsácida. Luego envió a Afranio a recuperar Corduene, y el legado resolvió el conflicto por medios militares (según Plutarco) o diplomáticos (según Dion Casio), haciendo que los partos se retiraran. El territorio en disputa fue entregado a Tigranes II junto con Nísibis. Finalmente, Fraates aseguró su soberanía sobre toda Mesopotamia excepto el occidente de Osroena, que pasó a ser territorio romano. El conflicto no escaló a mayores porque Pompeyo no se sentía preparado para ello, por eso también fue mediador entre los partos y armenios. Los arsácidas se sintieron humillados por el trato de Pompeyo y siempre cobijaron rencor contra los romanos.

### Plan egipcio
La rivalidad entre Craso y Pompeyo comenzó al final de la tercera guerra servil, en el 71 a. C., cuando el primero venció definitivamente a Espartaco en el río Silario, pero el segundo acabó con una tropa de rebeldes sobrevivientes y recibió el mérito de la victoria. Pompeyo celebró el segundo triunfo de su vida mientras que Craso debió conformarse con una ovación, una distinción menor. Ambos fueron colegas de consulado al año siguiente, pero sus malas relaciones hicieron su mandato estéril.
Posteriormente, cuando Craso fue censor en 65 a. C., quiso que la República se anexara Egipto porque interpretaba que el testamento de Ptolomeo X decía que su reino debía convertirse en tributario de Roma. El censor sugirió que el edil curul, el joven Julio César, debía dirigir la campaña. El reino helenístico parecía una presa apetecible, un inestable país porque el faraón Ptolomeo XII era un bastardo de su antecesor, Ptolomeo XI, quien murió linchado por su gente, pero a la vez muy rico en grano, y quien lograra la anexión, se haría con el control del suministro de alimentos; además, esto le ganaría el favor permanente de los équites y, a la larga, le permitiría comprar numerosos apoyos en el Senado. Sin embargo, la oposición de Cicerón descrita en el discurso Oratio de Rege Alexandrino («Discurso sobre el rey de Alejandría»), del que sobreviven algunos fragmentos, pudo convencer a los senadores de que fuera detenido acusándolo de solo querer saciar su avaricia y ambición. Craso desistió por la oposición de su colega censor, Quinto Lutacio Cátulo, y como ambos bloqueaban continuamente las iniciativas del otro, resolvieron renunciar.
Algunos rumores decían que, en realidad, deseaba una base militar desde donde enfrentar a Pompeyo, quien estaba de campaña en Oriente, pero historiadores modernos indican que hubiera acabado en la inevitable derrota de Craso y que más importante era enfrentar a los optimates que dominaban el Senado, oponiéndose a las ambiciones personales de Craso y Pompeyo. Por entonces, la posición de Craso era débil, pues acababan de fracasar sus intentos de extender redes clientelares en Hispania, Galia Cisalpina o Egipto y Pompeyo estaba por volver victorioso.
En 61 a. C. Pompeyo volvió y celebró su tercer triunfo, pero muchos de sus planes políticos fueron bloqueados por la acción de Craso, Marco Tulio Cicerón, Marco Porcio Catón y los hermanos Quinto Cecilio Metelo Céler y Quinto Cecilio Metelo Nepote. Fue así que recurrió a César por ayuda, quien recibió de Craso 830 denarios para pagar a sus acreedores y ser elegido pretor de la Hispania Ulterior, quedando en deuda con él. Durante su mandato provincial demostró por primera vez sus dotes de reformador y genialidad militar.
César volvió victorioso a Roma en el 60 a. C., encontrándose con Pompeyo a punto de ser empujado a la irrelevancia política por Craso, quien a su vez no deseaba aliarse ni quedar a merced de los optimates del Senado. El pretor se dio cuenta, y entendiendo que si ayudaba a su amigo Pompeyo, se enemistaría con Craso, pero si le seguía fiel al segundo, ganaría la animadversión del primero, resolvió pagar su deuda a Craso y reconciliarlo con Pompeyo. Gracias al apoyo de ambos ganó el consulado un año después e impulsó leyes que beneficiaron a sus aliados. La alianza entre los tres permitió apartar del poder a los optimates liderados por Catón, atrayendo a muchos elementos conservadores (Pompeyo) o populares (César) y donde Craso actuaba de eje estabilizador y sacaba provecho de la situación.
Por último, el plan de anexar Egipto volvió tras el retorno de Pompeyo. En Oriente solo quedaba anexar Egipto y conquistar Persia, dos ideas que atraían mucho al joven César, que supo apartar de las ambiciones de los otros triunviros al reino del Nilo. César usó su influencia (con el apoyo de sus dos socios y la mediación de Cicerón) para que el Senado llamara de vuelta a Gabinio, en 55 a. C. El mandato proconsular de Craso le permitía actuar en Siria y sus confines, algo que -exprimiendo la terminología- podía incluir Egipto. Sin embargo, sus ojos viraron a Persia por consejo de César. Por su parte, Alejandría acabó bajo la influencia de Pompeyo cuando aprovechó sus contactos para entronizar al pequeño Ptolomeo XIII en 51 a. C..

### Primer Triunvirato
La guerra con Partia fue resultado de los acuerdos que buscaban ser mutuamente beneficiosos para el triunvirato formado por Craso, Pompeyo y César. En marzo y abril de 56 a. C. se celebraron en Rávena y Lucca, en la provincia cesariana de la Galia Cisalpina, reuniones para reafirmar la alianza lograda cuatro años antes. Se acordó que reunirían partidarios y recursos para lograr la prolongación de la comandancia de César en las Galias y la elección conjunta de Pompeyo y Craso en el consulado. Los medios para esto fueron los tradicionales: mandos militares, ocupar puestos políticos con sus aliados y promover leyes que los beneficiaran. Durante las elecciones se valieron del soborno, el clientelismo y la presión de un millar de soldados traídos por Publio Licinio Craso desde la Galia.
Muchos patricios apoyaron la elección porque consideraban que garantizaba la paz en la República. El resto de la nobleza, en un espíritu de «Fronda», no deseaba verse dominada por este trío y encontró su líder en Catón, un hombre dispuesto a oponerse mediante todos los medios que la ley permitía. Sin embargo, fracasaron durante el consulado de Craso y Pompeyo. En cambio, los esfuerzos de los triunviros tuvieron éxito, y la legislación aprobada por Gayo Trebonio en 55 a. C. (Trebonia Lex) otorgó gobiernos proconsulares de cinco años para César en la Galia y los dos cónsules salientes, Hispania y África para Pompeyo y Siria para Craso, con la evidente intención de ir a la guerra contra los partos.
Los «tres dinastas» conseguían gobiernos provinciales que acabarían al unísono, ejércitos equivalentes (7 a 10 legiones cada uno) y el derecho a hacer la paz o la guerra en nombre de Roma; un equilibrio que garantizaba la paz. Pero esa igualdad era solo aparente. En realidad, este reparto favorecía a César: Craso podía lanzarse a una exitosa campaña de conquista, pero aun si vencía, debía permanecer por años lejos de Roma y luego guarnecer con su ejército las tierras al este del Éufrates; Pompeyo se quedaba con un ejército tan grande como el de César, pero sin posibilidades de una gran campaña, pues la mayor parte de Hispania ya estaba sometida (ya estaba planeando una campaña contra los vacceos, pero no pasaría de ser un conflicto menor). Además, con Pompeyo en Cartago Nova y Craso en Antioquía, la política de Roma e Italia quedaba bajo el control de César, quien tenía a su ejército más cerca. Sin embargo, Pompeyo permaneció en Roma y envió delegados a sus provincias. En cambio, César y Craso se quedaron contra reloj para lograr gloria y botín antes de que acabaran sus mandatos proconsulares.

### Casus belli
El rey Fraates III fue asesinado en el 58 a. C. o 57 a. C. por sus hijos Mitrídates IV y Orodes II, asumiendo el trono el primero por ser mayor. De inmediato, Orodes se rebeló contra su hermano con ayuda de la nobleza, lo expulsó de la Media y le obligó a refugiarse en la Siria romana. Ahí ofreció al gobernador Gabinio una oportunidad de acrecentar su gloria y riqueza, quien según órdenes del Senado, tenía autoridad sobre sirios, árabes, persas y babilonios. Poco antes de la guerra fratricida, en el 56 a. C., Tigranes II fue sucedido por su hijo Artavasdes II, pero de inmediato sufrió la invasión de Mitrídates IV. Esto llevó a los romanos a prepararse para intervenir para ayudar a su aliado armenio, pero el conflicto entre ambos reinos pasó a un segundo plano para los arsácidas tras iniciarse la guerra entre hermanos.
Con Mitrídates IV pidiéndole ayuda, el procónsul Gabinio en Siria marchó hasta el Éufrates pero debió retirarse para ayudar a Ptolomeo XII en contra de una revuelta en Egipto. El procónsul optó por la propuesta más fácil y lucrativa: ayudar a Ptolomeo. El faraón le premiaría con los 10 000 talentos que le prometió. A pesar de eso, el arsácida siguió con el procónsul hasta que venció a los nabateos y entendió que se dirigiría primero a Egipto, en la primavera del 55 a. C., fue entonces cuando lo dejó, cruzó el Éufrates, logró formar un ejército de partisanos reconquistar Babilonia y Seleucia del Tigris y ganar el apoyo de sus habitantes.
El rico Craso era un hombre de sesenta años y con impedimentos auditivos cuando se embarcó en su campaña militar. Plutarco dice que la avaricia y falta de popularidad fueron los motivos de la guerra, y Floro que el triunviro quería el tesoro del rey arsácida, pero el historiador Erich Gruen afirma que era para enriquecer el erario público, ya que su riqueza personal era más que suficiente. Otros historiadores modernos sostienen que fue la rivalidad con sus aliados. Craso no tenía gran popularidad como comandante militar, su carrera fue eclipsada por Pompeyo y por las recientes y exitosas campañas de César. Sin embargo, Craso había derrotado a Espartaco en el río Silario (73 a. C.) y fue el factor clave en la victoria contra los populares en la Puerta Colina (82 a. C.). Aunque recuerda Plutarco que César, quien estaba en la Galia, apoyó los planes de Craso.
Otro factor de llevar a cabo la guerra era que se esperaba que fuera una campaña militar relativamente fácil; anteriormente las legiones romanas habían aplastado las fuerzas de los reinos de Ponto y Armenia. Sin embargo, estos pueblos luchaban al modo helenístico con falanges de infantería pesada apoyada por auxiliares ligeros y caballería, muy distintos a los arsácidas. A la vez, preveía que Orodes fuera fácil de derrocar, pues llevaba poco tiempo en el trono. El triunviro soñaba con superar a Lúculo o Pompeyo y seguir los pasos de Alejandro Magno, llegar hasta Bactria, India y ver el océano Índico.

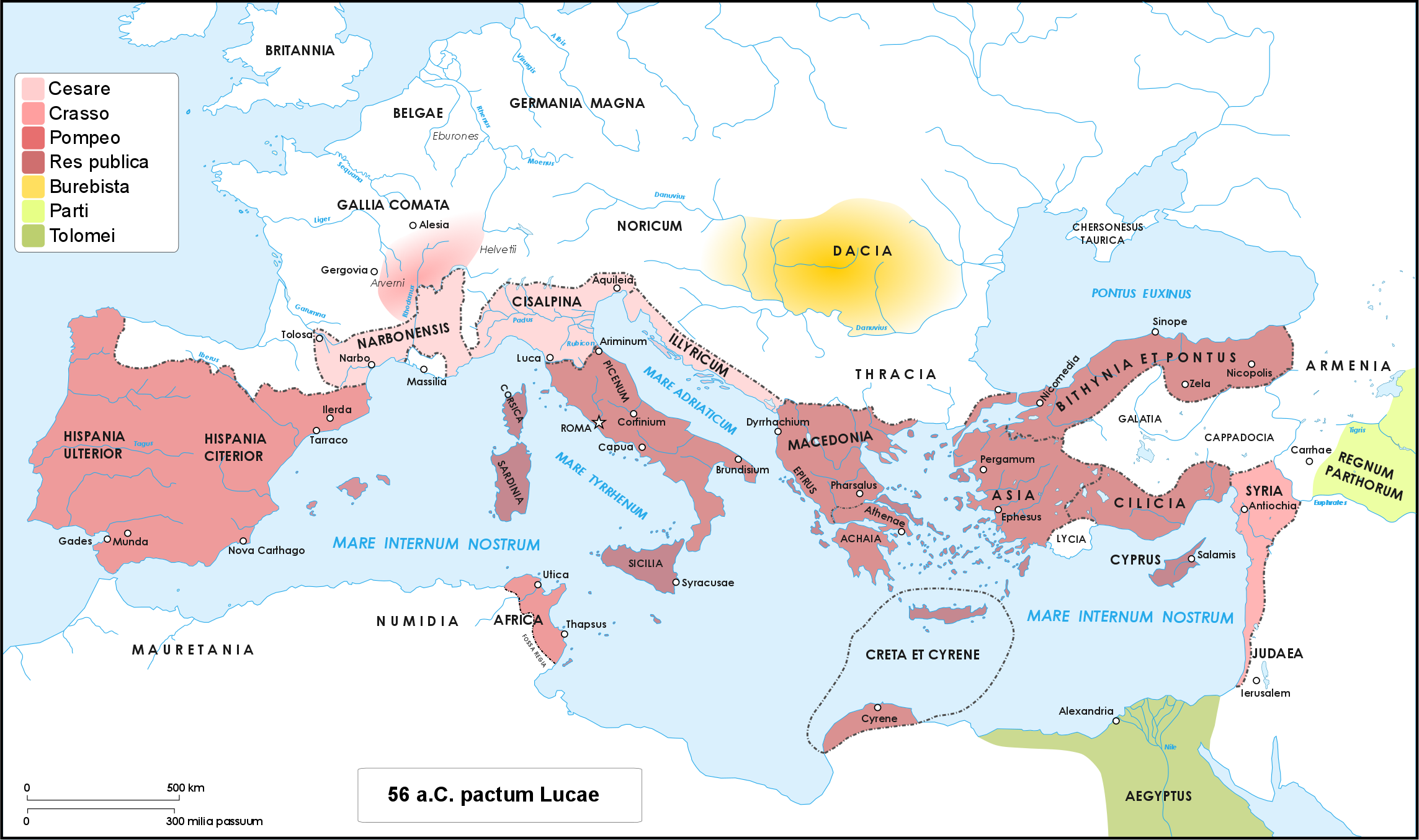
Reparto del mundo romano según los acuerdos de Lucca.

Marco Tulio Cicerón aporta, sin embargo, otra razón: las ambiciones del joven y talentoso Publio Craso, quien ya había luchado en la guerra de las Galias. Esperaba ser premiado a su regreso con condecoraciones y rangos para iniciar su propia carrera política. Para el historiador romano, la batalla no solo fue un desastre militar para Roma o un final desafortunado para Marco Licinio, sino un final demasiado prematuro para el prometedor Publio.
Algunos romanos se opusieron a la guerra contra Partia, Cicerón la llamaba una guerra nulla causa, «sin justificación», porque Partia ya tenía un tratado de paz con Roma. El tribuno de la plebe Cayo Ateyo Capitón se opuso enérgicamente y llevó una execración pública cuando Craso salía de la ciudad. Pero este no tenía la popularidad como para detener a un hombre tan poderoso y simplemente lo apartaron del camino, sin embargo, sus maldiciones no hicieron oídos sordos en los supersticiosos romanos. Sin embargo, la oposición probablemente se debía a rivalidades políticas más que a razones morales o jurídicas y durante la época tardorrepublicana la mayoría de las guerras empezaron por la ambición personal de los comandantes, que buscaban cualquier justificación para iniciarlas.
En este punto, las fuentes antiguas son poco fiables pues es casi imposible que aún Craso se atreviera a irse a la guerra sin permiso del Senado. Los historiadores clásicos prefieren caricaturizar al triunviro y responsabilizarlo por completo del desastre, incluso convierten el episodio en una fábula moral para tratar el tema de la avaricia. Igual de sospechosa es la contraposición de los historiadores clásicos, al retratar a Craso como un anciano lleno de defectos y a Surena como un joven virtuoso.
A pesar de los malos presagios, Marco Craso salió de Roma para Brindisi el 14 de noviembre del 55 a. C. Durante el viaje naval una serie de tormentas hundieron algunos barcos pero el procónsul igualmente llegó a Galacia, donde se encontró con el tetrarca Deyótaro. El gálata tenía una avanzada edad pero estaba fundando una ciudad, lo que asombró al triunviro, sin embargo, el jefe oriental respondió que el triunviro también iba a la guerra a una avanzada edad.
En el 54 a. C., el general parto Surena tomó por asalto Seleucia y persiguió a Mitrídates IV hasta Babilonia. Finalmente, la ciudad fue rendida tras un largo asedio por hambre y el pretendiente ejecutado en presencia de su hermano, acusado de traición por haber pedido ayuda a los romanos. Su muerte significó el reconocimiento unísono de Orodes II como rey. Fue el fin de un período de inestabilidad y guerras civiles que vivía Partia desde la muerte de Mitrídates II.
Gabinio seguía pensando en marchar sobre Partia, pero entonces llegó su reemplazo, el rico Craso, y fue llamado a Roma por acusaciones de concusión. Antes de su arribo, el procónsul había enviado órdenes a Gabinio, quien se negó a obedecerlas porque aún no había empezado su período a cargo de Siria. Cuando el triunviro salió de Roma Mitrídates IV seguía vivo y habían llegado noticias de sus éxitos iniciales, así que su expedición no carecía de justificación: apoyar al pretendiente arsácida considerado más favorable para la República.

## Campaña

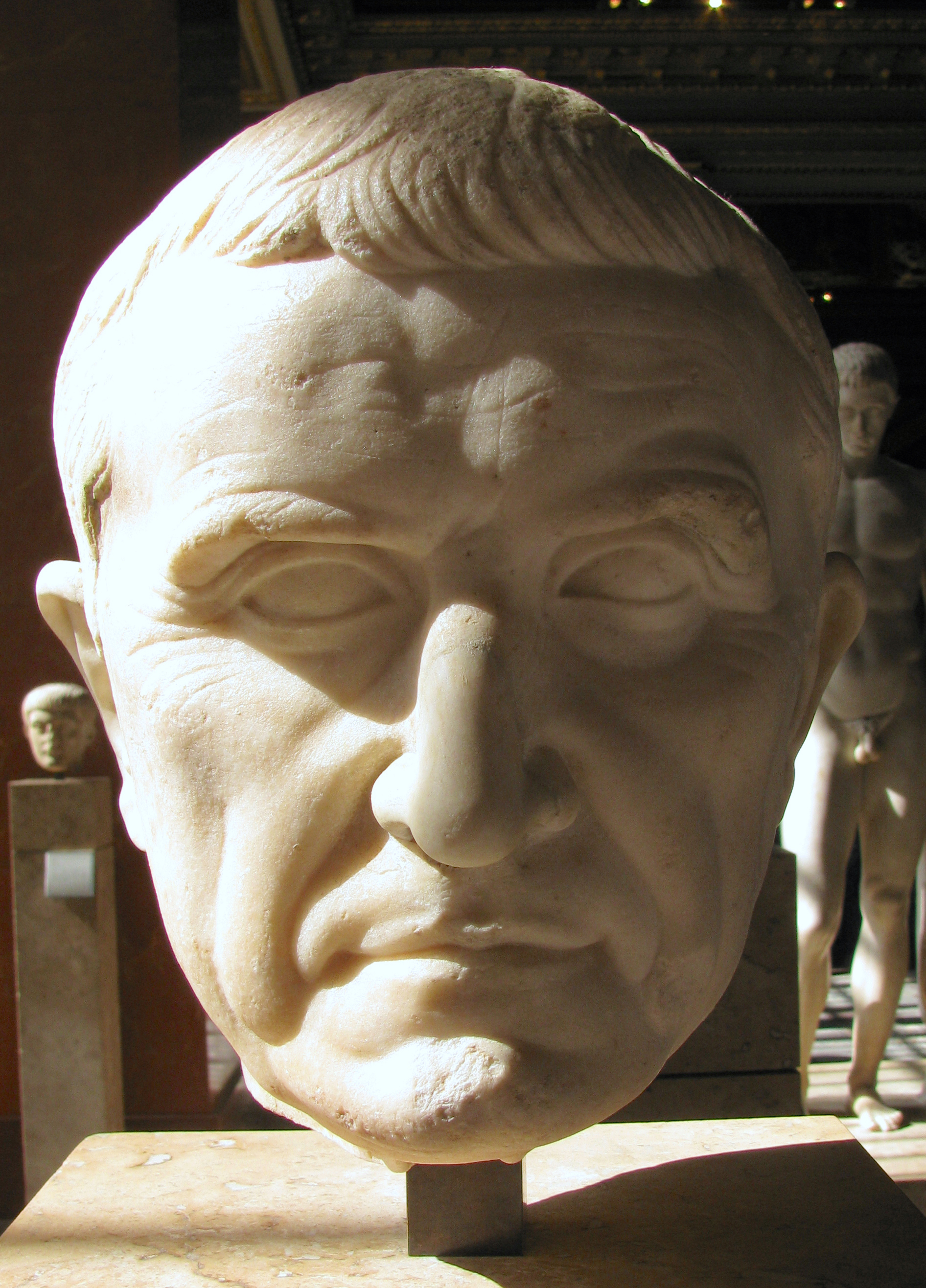
Busto de Craso exhibido en el Museo del Louvre.

Craso llegó a Siria en abril o mayo del 54 a. C. y usó de inmediato sus riquezas para levantar un gran ejército. La campaña comenzó bien, al año siguiente, cruzó el Éufrates y se apoderó de varias ciudades del norte de Mesopotamia, «la tierra de los dos ríos», y como muchas eran griegas lo vieron como un libertador aunque en realidad era una campaña de exploración del terreno, solo Zenodotia se resistió, así que fue tomada por la fuerza y su población esclavizada. Tras esto las legiones le proclamaron Imperator, lo que solo aumentó la confianza de Craso.
El sátrapa de la zona, Silaces, había sido tomado desprevenido y fue fácilmente vencido en una pequeña batalla cerca del fuerte de Ichnae, tras esto decidió partir a informarle a su rey. Craso decidió instalar dos cohortes de cada legión, unos 7000 infantes y 1000 jinetes para guarnecer sus nuevas conquistas y se retiró a Siria a pasar el invierno y esperar a su hijo, Publio, que venía de la Galia con un millar de jinetes escogidos. Desde la Antigüedad aquella maniobra se consideró un error porque dio tiempo a los partos para preparar su defensa; según Plutarco, debió seguir el Éufrates hasta llegar a Babilonia y Seleucia del Tigris, ciudades siempre hostiles a los arsácidas. Desconocía y subestimaba el poderío de los arsácidas. Quizás, de haber pasado el invierno allí, hubiera conquistado el territorio al oeste del Tigris sin mucha resistencia. Además, sus tropas eran aún inexpertas y le faltaban refuerzos de caballería.
Según algunos historiadores, Mitrídates IV murió pocas semanas antes del comienzo de las operaciones del triunviro en el norte de Mesopotamia, aunque otros dicen que fue mientras Gabino aún era procónsul de Siria. Si la primera opción es la correcta, tal vez si hubiera resistido más tiempo en Babilonia habría bastado con que Craso simplemente exhibiera su poderío, siendo una posible razón de porqué no siguió su campaña ese año. Es probable que Orodes II esperada un ataque más decidido hacia su capital, donde tenía el grueso de su ejército, pero en lugar de salir a detener al triunviro, bien hubiera podido aprovechar su movilidad para cortar las líneas de comunicaciones romanas.
En aquel invierno el procónsul no reexaminó el número de tropas que podía necesitar, ni entrenó a sus legiones y la disciplina se relajo, téngase en cuenta que la mayoría de los legionarios eran itálicos reclutados apresuradamente entre los rechazados por las levas de César y Pompeyo. Por último, saqueo el templo de Derceto en Hierópolis Bambice, ganándose el odio de los sirios, y tomó 10 000 talentos del templo de Jerusalén.
Durante aquella estación, después de la llegada de Publio, estando el procónsul y su ejército acampados en Nicefora, arribaron enviados del rey Orodes diciendo que si la guerra era por voluntad del pueblo romano, su respuesta no tendría piedad, pero si era definición únicamente de Craso (como ya se habían enterado los partos), tendrían piedad de él por su vejez. También recordaron los tratados antes firmados por Sila y Pompeyo. El triunviro respondió que les daría su respuesta en Seleucia, por lo que el jefe de la comitiva parta, Vagises, le respondió riendo y señalando la palma de su mano: «Oh Craso, el pelo crecerá allí antes que tú veas Seleucia». La mencionada ciudad era una estratégica y rica intersección para las caravanas que venía e iban de Siria, Armenia, Asia Central, India y China.
Debe mencionarse que en la capital de la República continuaron los portentos: estatuas que sudaban o eran alcanzadas por rayos y avistamiento de búhos o lobos. Se temía que algo malo sucediera en la Galia o Partia.
Las fuerzas del rey, mandadas por el general Surena, ya hostigaban a las plazas mesopotámicas ocupadas antes del invierno y las huestes del soberano parto parecían formidables a los observadores. Finalmente, quedaron atrapados en las ciudades y muchas unidades se perdieron. Los sobrevivientes volvieron señalando el tamaño de las fuerzas partas y lo temibles que eran sus arqueros a caballo y catafractas. Estas noticias desanimaron a los legionarios y muchos oficiales, incluyendo el cuestor Cayo Casio Longino, empezaron a reconsiderar la empresa. Incluso los videntes auguraban un desastre pero el procónsul no hizo caso.
Fue entonces cuando Artavasdes II se presentó ante el triunviro con una guardia de 6000 jinetes para prometerle otros 10 000 catafractas y 30 000 infantes si Craso invadía Partia desde Armenia, asegurándole suministrarle también provisiones y que el terreno montañoso de su reino anularía a la temible caballería parta. La idea del rey debía ser atacar en dirección sur hacia las planicies centrales partas y tomar Ecbatana, quizás capturarían a Orodes y su familia, finalizando el conflicto. Probablemente estallaría una nueva guerra civil entre aspirantes al trono que beneficiaría a Craso y Artavasdes. El procónsul rechazó el ofrecimiento, diciendo que volvería a Mesopotamia para ayudar a las guarniciones que había dejado. Es más probable que no deseara compartir la gloria ni el botín con su aliado.
Después de que Artavasdes volviera a su país, el triunviro cruzaba el Éufrates por Zeugma, siguiendo la ruta de Alejandro Magno. En aquel momento se dio una tormenta con rayos y fuertes vientos que casi hundió su balsa. Después, el lugar donde había mandado construir su tienda fue alcanzado por dos rayos, haciendo que uno de sus caballos, ricamente ataviado, huyera al río arrastrando a un mozo y ambos se ahogaron. Luego, el águila de la legión de vanguardia se dio vuelta por el vendaval y todas las tropas que pasaban sobre el puente lo vieron. Para empeorar todo, los supersticiosos legionarios recibieron como primera ración lentejas y sal, las que se daban como ofrendas a los muertos en sus funerales. Luego se escuchó decir al triunviro que derribaría el puente para impedir una retirada, pensando en retirarse por Armenia, esto puso aún más nerviosos a los soldados. Casio Dion menciona que también hubo una densa niebla y que el vendaval derribó el puente con legionarios incluidos. Eso habría llevado al triunviro a dar un discurso de ánimo anunciando el plan de retirada por Armenia, pero sus palabras solo les causaron temor. Por último, durante el ritual de purificación del ejército, cuando el vidente puso las vísceras del animal sacrificado en sus manos, el procónsul las dejó caer al suelo. Craso intento calmar a los observantes diciendo: «Tal es la vejez, pero ningún arma, pueden estar seguros, caerá de mis manos».

## Fuerzas enfrentadas

### Romanos
Siria era una provincia inestable por las revueltas judías (único pueblo de la zona al que Pompeyo sometió por las armas, de ahí que pagaban impuestos más gravosos que sus vecinos) o las incursiones árabes. Por eso, el Senado había decidido que sus gobernadores serían procónsules, es decir, tendrían la autoridad para declarar la guerra y reclutar tropas de forma autónoma pero en nombre de Roma.
Según Plutarco, el ejército de Craso se componía de siete legiones, aunque Floro dice que eran once. Estas estaban incompletas por las guarniciones dejadas en Mesopotamia el año anterior. Así, los historiadores han dado diversas estimaciones sobre el número de legionarios romanos presentes en la batalla: 28 000 según el francés Jérôme Carcopino y los británicos Adrian Bivar y William Tarn; 34 000 según los estadounidenses Christopher S. Mackay y Neilson C. Debevoise y el británico Percy Sykes y 35 000 según el británico George Rawlinson.
Se les sumaban 4000 jinetes y un número similar de auxiliares de infantería, principalmente arqueros sirios. Esta hueste incluía el millar de jinetes celtas especialmente escogidos por Publio en la Galia. Probablemente fueran eduos. Durante la marcha probablemente se les sumaron mercenarios y auxiliares, así que debieron alcanzar los 40 000 a 50 000 efectivos según estimaciones modernas, muy por debajo de los 100 000 que menciona Apiano.
Aunque oficialmente tal tropa era para mantener tranquila una provincia tan inestable, todo el mundo siempre supo que era para la expedición como para tener un poderoso respaldo con que defender sus intereses.

### Partos

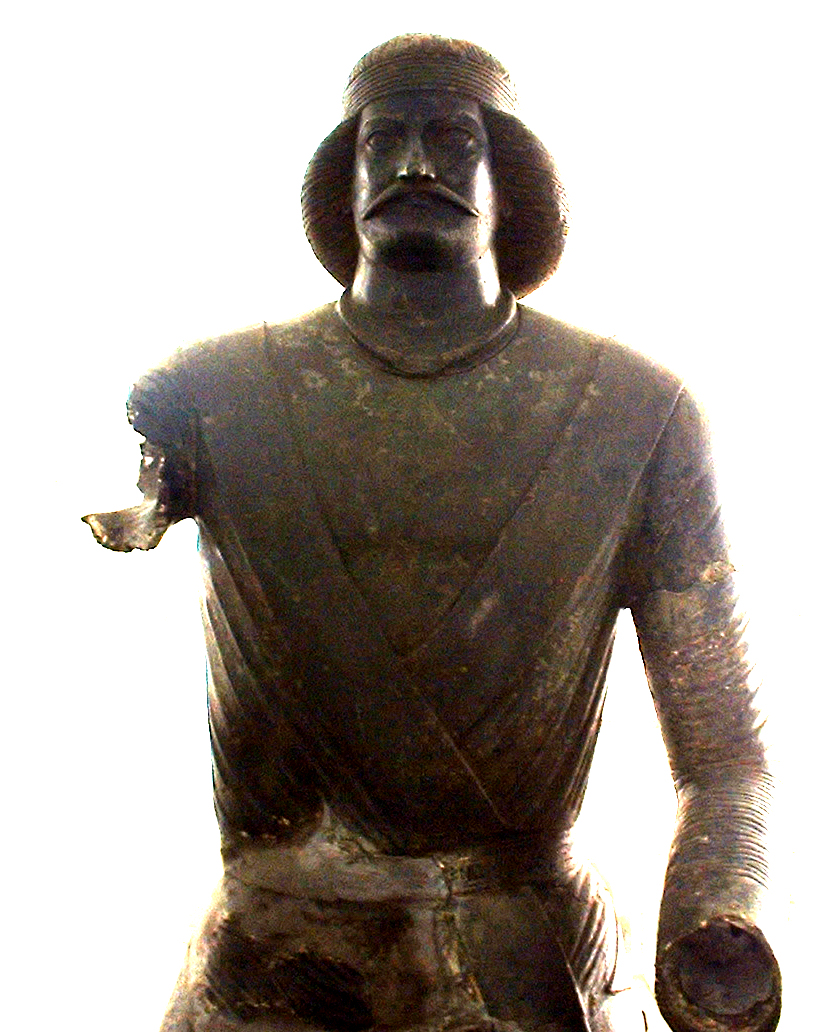
Estatua de bronce que se atribuye al general Surena. Presente en el actual Museo Nacional de Irán.

Los arsácidas estaban dirigidos por el experimentado general Surena, quien traía 1000 camellos con toda la impedimenta y 200 carros para transportar a sus concubinas, guarneciéndolas con 1000 catafractos y 9000 arqueros a caballo. En total, más de 10 000 hombres entre jinetes, siervos y esclavos. La tropa se componía exclusivamente de caballería, la infantería estaría con la fuerza principal de Orodes.
El imperio de los partos carecía de un Estado centralizado, era más bien una aglomeración de entidades políticas con diferentes estatus, similar al feudalismo. Existían varios reyes menores vasallos de los arsácidas y también grandes provincias, conocidas como satrapías, cuyos gobernadores eran miembros de las principales familias partas, estos eran los generales en tiempos de guerra y solo debían lealtad al «rey de reyes», inicialmente nombrados por los reyes, la costumbre de entregar los mismos territorios a las mismas familias llevó a que varias satrapías se convirtieran en feudos. Además, existían territorios especiales, las ciudades griegas gobernadas por filarcas según sus propias leyes y que dependían directamente del rey. Los ejércitos eran reclutados por cada rey menor o satrapías y entre sus miembros eran vasallos directamente de aquellos. La mayoría eran siervos sin posibilidad alguna de ascender de rango. Los únicos con obligaciones directas con el rey arsácida eran los partos étnicos, que debían hacer un servicio militar para él.

## Batalla

### Cruce del río

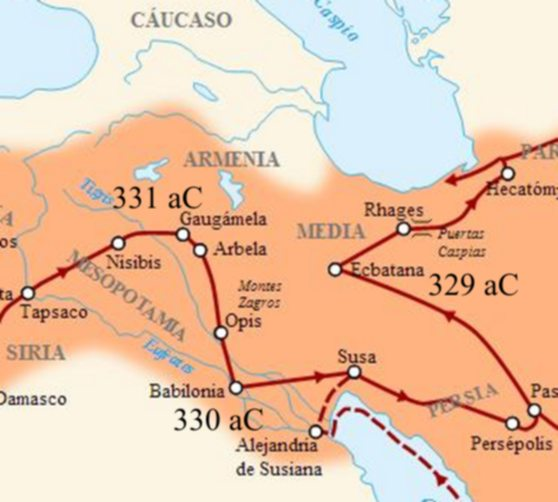
Craso siguió el ejemplo de Alejandro Magno (ver mapa) de atravesar Mesopotamia por el norte.

El ejército romano empezó a avanzar a lo largo del Éufrates y sus exploradores informaron que no encontraban enemigos en las cercanías, pero sí miles de huellas equinas indicando que habían huido del lugar. Durante su marcha por Mesopotamia siguió exigiendo tesoros y soldados a todos los pueblos que le apoyaban. Entonces se celebró una conferencia donde Casio aconsejó al procónsul dirigirse a una de sus guarniciones, recuperar fuerzas e informarse de la situación, o marchar directamente a Seleucia siguiendo el río, recibiendo constantes provisiones a través de la ruta fluvial y evitando ser rodeados por los partos. Además, podrían atravesar el desierto por su zona más estrecha, la «angostura de Mesopotamia», donde el Éufrates y el Tigris están más cerca. Algunos creen que su plan, después del cruce, era llegar a Seleucia.
Craso estaba considerando aquello cuando vino Ariamnes, jefe árabe de Mardanos (posiblemente Edesa), o Abgar II, rey de Osroena, o Mazaras, un sirio, que había servido con Pompeyo y se consideraba amigo de Roma. Este era, en realidad, un agente de los arsácidas, cuya misión era convencer a Craso de que se alejara del río y marchara a la planicie donde podrían rodearlo. Supo ganarse su confianza y así pudo informar de todos los planes del triunviro a los arsácidas.
El árabe, tras elogiar al triunviro y recordarle su antigua lealtad a Pompeyo, le animó a no perder tiempo y se adentrara en el territorio, prometiéndole que con su ejército podría volver victorioso a Roma a través de Escitia e Hircania. También le dijo que el rey Orodes no estaba cerca, solo los contingentes de sus generales Surena y Silaces, no debía desaprovechar tal oportunidad brindada por la debilidad y desorganización enemiga. Era verdad, Orodes estaba en Armenia en una campaña de castigo contra Artavasdes pero había dejado un ejército menor a las órdenes de Surena con órdenes de distraer a Craso; mientras él devastaba el reino del traidor, analizaba las fuerzas romanas e impedía a los armenios ayudar al procónsul. Finalmente, pudo convencer a Craso cambiar el plan original de seguir el Éufrates hasta Seleucia, reclutar griegos y seguir a Ctesifonte.
Así le animó a marchar contra el pequeño ejército de Surena. Sin embargo, se debe tener en cuenta que las fuentes son romanas y por tanto pueden intentar hacer caer la culpa del desastre en un supuesto traidor. Es más probable que el triunviro solo siguiera el pensamiento tradicional romano: amenazar una ciudad importante del enemigo, forzarlo a luchar lo antes posible y aplastarlo en una batalla decisiva. Es posible que Craso considerara que perseguía a un enemigo menos numeroso y buscara atacarlo por sorpresa.
Las otras dos rutas también tenían sus contras. Seguir el Éufrates exigía debilitar a su ejército dejando guarniciones por un camino mucho más largo (cuando Trajano conquistó Mesopotamia siglo y medio después estableció una ruta de provisiones con una flotilla fluvial, pero nadie habría imaginado algo así en esa época). Tampoco era mejor la opción armenia, era fácil sospechar que Artavasdes exageraba el poderío de su ejército y que buscaba que los romanos lucharan por él contra la invasión arsácida, o podía intentar traicionarlo (como le sucedió a Marco Antonio años después). Además, habría tenido que enfrentar al ejército principal del enemigo mandado por el mismo Orodes, pero irónicamente, esta hueste sí incluía muchas tropas de infantería y quizás, de haberla enfrentado, Craso habría librado una batalla contra un enemigo que luchaba de maneras más similares a los pónticos y armenios. Desde la perspectiva del procónsul era mejor consolidar las conquistas del año anterior, vencer a una fuerza parta menor rápidamente y unirse a las guarniciones que había dejado en la zona el año anterior.
Guiados por el árabe, los romanos entraron en las llanuras por un camino inicialmente sencillo pero que después se volvió difícil por la arena y carente de árboles y agua, agotando a los sedientos soldados. Estaban cruzando las dunas del desierto cuando llegaron los emisarios de Artavasdes avisando del ataque de Orodes, no podría ayudarlo y aconsejando que se dirigieran a las montañas, donde habría lugar para acampar y anularía la ventaja de la caballería. Craso se enojó y después castigaría al rey armenio por su traición. El procónsul y su cuestor ya no se hablaban, pero en privado Casio encaró a Ariamnes por llevarlos a aquel lugar. El árabe simplemente se mostraba servicial, alentando y aconsejando a los romanos. Poco después, este guía pidió permiso para buscar ayuda y Craso le permitió alejarse. El mismo día, Craso salió de su tienda con una túnica negra, no la púrpura propia de un general, se la cambio de inmediato cuando se dio cuenta del error.

### Encuentro con los partos

Primera fase de la batalla. Encuentro de ambos ejércitos y carga de los catafractas.

Poco después envió exploradores a caballo. Los pocos que volvieron anunciaron que apenas lograron escapar del enemigo, que venía en gran número a su encuentro. Craso estaba asustado pero aceptó el plan de Casio para formar una línea lo más larga posible, dificultando al enemigo flanquearlos con su caballería. A su vez, dividiría a sus propios jinetes en ambas alas. Sin embargo, cambió de idea y ordenó formar un cuadrado hueco con doce cohortes por lado. Cada cohorte tendría un escuadrón de caballería de apoyo. Puso en una de las alas a Casio, en la otra a Publio y él se puso en el centro. Esta medida era común cuando un ejército romano se enfrentaba a fuerzas muy superiores numéricamente.
Así avanzaron hasta el arroyo Baliso (actual río Balij), donde los hombres apenas pudieron saciar la sed. La mayoría de los oficiales querían acampar ahí el resto del día, pero Publio y la impaciente caballería convencieron al triunviro de seguir avanzando. Craso ordenó a los hombres comer y beber sin deshacer las filas.
No habían acabado de reponerse cuando el procónsul mandó seguir la marcha rápido y sin descansar. Cuando se encontraron a los partos, vieron que su ejército era mucho menor de lo informado pero en verdad Surena ocultaba detrás de su guardia al grueso de la fuerza. Ocultaban sus armaduras con túnicas y pieles. Entonces el general arsácida dio señal y las tropas empezaron a producir un rugido aterrador gracias a sus tambores. Luego dejaron sus prendas y mostraron sus brillantes armaduras y yelmos.
Lo primero que hizo Surena fue mandar a sus catafractas cargar sobre el cuadrado romano. Esto no funcionó y decidió rodear al enemigo. Craso mandó a sus auxiliares cargar pero no avanzaron mucho, pues una lluvia de flechas los hizo retroceder, causando cierto pánico pues los proyectiles traspasaban las armaduras. Después de intervalos, todos los arsácidas disparaban sus flechas a la vez y la densa formación romana les impedía fallar. Los legionarios no podían seguir tan pasivos pero cada vez que cargaban los enemigos huían efectuando el famoso disparo parto.

### Muerte de Publio
El procónsul esperaba que las flechas enemigas se agotaran o decidieran cargar nuevamente, dando un combate cuerpo a cuerpo, pero le informaron que los partos disponían de camellos cargados de más flechas, algo no previsto por los romanos. Ante esto ordenó a Publio romper el anillo del enemigo, pues era su ala la más afectada. El joven romano tomó 300 jinetes ligeros, 1000 celtas montados, 500 arqueros y ocho cohortes, unos 4000 legionarios, para cargar al unísono. Entonces los arsácidas retrocedieron y Publio salió en su persecución con la caballería y de cerca les seguía la infantería. Pronto entendieron que era un ardid, pues los partos dejaron de huir y les encararon mientras aparecían otros por todas partes.
Los romanos se detuvieron y los arsácidas empezaron a cabalgar para levantar un montón de arena, impidiéndoles ver pero también oír bien. Hicieron esto para dificultar al enemigo la organización de su infantería y a sus arqueros sirios responder apuntando a blancos fáciles, desperdiciando sus flechas. Quedaron tan amontonados que las flechas los fueron alcanzando uno por uno sin poder fallar, dándoles una muerte agónica. Publio instó a los sobrevivientes, principalmente caballería, cargar contra los jinetes que tenía enfrente. A la cabeza de sus hombres chocó con el enemigo pero iban ligeramente armados en comparación a los catafractas. Algunos galos se bajaron de sus caballos y arrastrándose debajo de los del enemigo apuñalaron en el vientre a los arsácidas. Finalmente, Publio fue herido y los celtas, agotados por la sed y el calor, con la mayoría de sus caballos muertos por las lanzas, se retiraron con la infantería que formaba un muro de escudos. El problema es que estaban en una ladera, así que aquellos que estaban detrás de los escudos estaban más arriba y por tanto expuestos a las flechas.
Dos griegos ofrecieron a Publio intentar escabullirse hacia Inchea, pero este se negó a abandonar a los que morían por sus órdenes. Les deseó suerte y los despidió. Herido en una mano le ordenó a un soldado que lo apuñalara. El resto de los nobles oficiales siguió su ejemplo, mientras que los soldados resistieron hasta que los partos asaltaron su posición. Menos de 500 fueron tomados prisioneros y la cabeza de Publio fue cortada.

### Retirada
La mayoría de los arsácidas habían ido detrás de Publio, así que la situación de Craso mejoró bastante. Hizo que sus soldados se ubicaran en un terreno inclinado mientras esperaban las noticias de su hijo. Entonces empezaron a llegar los mensajeros de Publio, los primeros habían muerto pero al final los supervivientes lograron escabullirse e informar al triunviro que su hijo le pedía ayuda urgentemente. Temía que de ir todo su ejército quedara en un riesgo mayor de aniquilación, pero su amor de padre pudo más y ordenó al cuadrado marchar, sin embargo, cuando comenzaba el avance empezaron a oír gritos y rugidos de tambores. La batalla volvía a empezar.
Los partos cabalgaron con la cabeza de Publio clavada en una pica lo suficientemente cerca de los romanos para que el procónsul lo identificara, preguntando burlonamente por su padre. Esto desmoralizo completamente a las legiones pero Craso supo controlarse y les dijo:

Este luto ¡oh Romanos!, es privadamente mío; pero la eminente fortuna y gloria de Roma, intacta e ilesa, permanece en vosotros, a quienes veo salvos. Si alguna compasión tenéis de mí por la pérdida de mi valeroso hijo, manifestadla en vuestro enojo contra los enemigos. Arrebatadles de las manos ese gozo; vengáos de su crueldad. No os abata lo sucedido: porque no puede ser que dejen de tener que sufrir y padecer los que acometen grandes presas. Ni Lúculo derrotó sin sangre a Tigranes, ni Escipión a Antíoco. Nuestros antepasados perdieron en Sicilia mil naves y en la Italia muchos emperadores y pretores; pero no impidieron las derrotas de éstos que al cabo triunfasen de los vencedores: pues que la brillante prosperidad de Roma no ha llegado a tanta altura por su buena suerte, sino por la constancia y virtud de los que no rehusaron los peligros.

El procónsul se dio cuenta del poco entusiasmo con que lo escuchaban y cuando ordenó dar un grito de batalla este fue tan débil que comprendió lo abatida que estaba la moral. Entonces, los arqueros a caballo procedieron a rodear a los romanos mientras los catafractas cargaban contra los que abandonaban el cuadro desesperados. Estas cargas de caballería pesada tenían la intención de amontonar a los romanos para hacer más certeros los tiros de sus arqueros. En esos momentos, el traidor Ariamnes atacó a las distraídas tropas que formaban la retaguardia del cuadrado romano en movimiento, que, al intentar enfrentarlos, fue presa fácil de los arsácidas. Así, las legiones tuvieron que voltear constantemente para enfrentar a ambos atacantes hasta caer en tal confusión que muchos soldados dieron muerte a sus compañeros. Finalmente, estos legionarios fueron completamente rodeados y arrinconados en un perímetro tan estrecho que quedaron inmóviles. Muchos murieron por el calor, la sed o el polvo levantado por los caballos asiáticos. Los legionarios aguantaron la lluvia de proyectiles y las cargas de lanceros porque estaban bien protegidos por sus largos escudos (scutum), pero éstos no podían cubrir todo el cuerpo y los arcos compuestos del enemigo podían penetrarlos ocasionalmente. Los romanos no habían tenido presente esto pues solo conocían los más ligeros y menos potentes arcos usados por sus enemigos anteriores. Debido a esto, la mayoría de las heridas no fueron letales, afectaron típicamente a las extremidades, y hubo un número mayor de heridos que de muertos. Los legionarios no podían responder, sus jabalinas (pilum) tenían un rango de alcance mucho menor y su caballería auxiliar solo tenían jabalinas cortas y armaduras ligeras.
La muerte de Publio sirvió para algo, distraer por algunas horas a los partos, permitiendo que el sol se ocultara antes que las legiones fueran aniquiladas, quizás una o dos ataques más y la carnicería hubiera sido completa.
Justo llegó la noche y los partos se retiraron justificándose en que darían al triunviro una noche para llorar a su hijo. Igualmente permanecieron en las cercanías, mientras los romanos no enterraron a sus muertos ni atendieron a sus heridos, en realidad, no sabían qué hacer. Intentar retirarse era la única opción pero no irían rápido cargando los heridos pero si los abandonaban estos empezarían a gritar aterrados. Todos culpaban a Craso de la situación, pero también necesitaban sus órdenes, sin embargo, el hombre más rico de Roma estaba sentado en el piso solo. Según Plutarco, estaba comprendiendo que su ambición y deseo de estar por sobre César y Pompeyo le habían hecho perder lo más importante.
Entonces Casio y un legado llamado Octavio intentaron animarlo pero como no respondía convocaron a los oficiales y centuriones. Los hombres, por odio a Craso, le ofrecieron el mando al pretor pero este se negó. Este consejo decidió que debían moverse sin sonar las trompetas, su única opción era retirarse antes del amanecer. Quizás, si los romanos hubieran intentado atacar en medio de la oscuridad su suerte habría cambiado. Tal vez de haber reaccionado antes hubieran podido trasladarse con los lisiados al campamento que habían construido a orillas del Baliso pero ya era tarde. Cuando los heridos se dieron cuenta de que los estaban abandonando empezaron a gritar suplicando ayuda, pero no podían caminar y no quedaban vehículos ni guías para transportarlos. Por el miedo a ser atacados frecuentemente cambiaron de rumbo y otras veces formaron en batalla, así muchos se quedaron atrás y todos se retrasaron. Solo un destacamento de caballería logró llegar a tiempo a la cercana Carras, allí el comandante de la guarnición romana, un tal Coponio, tras escuchar pedidos de ayuda en latín abrió las puertas y preguntó qué sucedía. Cuando le dijeron reunió a sus soldados y salió huyendo a Zeugma. El procónsul no se molesto, esperaba que las malas noticias hicieran que los armenios fueran en su rescate. Poco después Craso entraba en la ciudad con los supervivientes.
Carras era una antigua colonia macedónica conquistada por los arsácidas hacia el 120 a. C. y estaba ubicada en el punto de unión de dos importantes rutas de caravanas (este-oeste, entre Siria y el valle del Tigris, y norte-sur, entre el valle del Halys y el sur de Mesopotamia).
Los partos sabían de la retirada romana pero nada hicieron durante la noche. Al alba fueron al campamento romano y pasaron a cuchillo a 4000 heridos que encontraron. Luego fueron a la llanura y cazaron a los extraviados. Algunos fueron capturados, otros murieron por sus heridas y la falta de atención médica, otros de agotamiento. Un legado llamado Vargunteyo y cuatro cohortes, unos 2000 legionarios, se habían perdido y los rodearon en una colina, los partos les rodearon y atacaron hasta que solo quedaron veinte supervivientes intentando abrirse paso entre el enemigo. Los arsácidas, admirando su valor, les permitieron irse a Carras.

### Negociaciones
A Surena le llegó un informe de que Craso y sus altos mandos huyeron abandonando al ejército en Carras. Para comprobar su veracidad, envió a emisarios a los muros para llamar en latín a Craso o Casio, anunciándoles que querían negociar con ellos en persona. El triunviro aceptó y Casio pidió que establecieran el momento y lugar. En realidad, el procónsul deseaba escapar durante la noche pero como había luna llena tuvo que quedarse en la ciudad y esperar. Los más sensatos sabían que Carras no tenía provisiones para resistir un largo asedio y, como Craso había llevado al grueso de las fuerzas romanas en el Oriente en su expedición, no podían esperar ayuda. Por otra parte, era imposible asediar una ciudad con caballería, lo máximo que podían hacer los arsácidas era bloquear todas las rutas de comunicación que conectaban a Carras con el mundo.
Tres días después de la batalla, el 30 de mayo (11 de junio juliano), Surena apareció ante los muros de Carras con todo su ejército exigiendo que si deseaban una tregua debían entregar a Craso y Casio. Los romanos se sintieron traicionados y pidieron al procónsul que abandonara las esperanzas de ayuda armenia iniciándose planes de retirarse de noche sin ser notados. Pero un tal Andrómaco que se ofreció de guía era en realidad un espía parto, así el enemigo supo todo. En la noche sin luna que Craso esperaba, el traidor llevó al triunviro y los suyos por una ruta llena de pantanos y zanjas, permitiendo a los arsácidas darles alcance para el amanecer. Le acompañaban cuatro cohortes, algunos jinetes y cinco lictores. Al parecer, Andrómaco convenció al procónsul de no ir por la ruta más corta hacia Siria (oeste) o Armenia (norte) porque los arsácidas seguro estarían por allí, y lo llevó al nordeste, una ruta más larga. Pero de igual manera, si se internaban por las montañas de la zona podrían llegar a Amida, cerca del nacimiento del Tigris, y de ahí volver al oeste. Mientras tanto, Casio había decidido volver a Carras, donde los guías árabes le aconsejaron quedarse pero él se negó y consiguió volver a Siria con 500 jinetes. Por otro lado, el legado Octavio guio a 5000 sobrevivientes a las montañas de Sinaca. La completa oscuridad también les jugó en contra y muchos legionarios se perdieron y al amanecer perecieron.
El triunviro estaba a dos millas (tres kilómetros) de Sinaca cuando tocó el alba y fue rodeado por los arsácidas, debiendo refugiarse en una colina con 2000 legionarios y unos pocos jinetes. Octavio fue a ayudarlo mientras que Craso y sus hombres intentaron abrirse paso, siempre el triunviro protegido por los escudos de sus soldados, que por la unión de ambos contingentes sumaban ya unos 7000 efectivos. La lucha prosiguió hasta el atardecer, desgastando a los partos y con los romanos acercándose a la salvación de las montañas, así que Surena permitió a algunos de sus prisioneros oír conversaciones de sus oficiales afirmando que los arsácidas querían negociar y les liberó. El general parto subió a una colina, ordenó cancelar los ataques y envió invitaciones a Craso para negociar pero con ambos debían estar presentes. El lugar de encuentro estaría en medio de ambas fuerzas, en la llanura.
Acorde a Dion Casio, el triunviro aceptó de inmediato por el temor. Según Plutarco, el procónsul se mostró desconfiado por tan repentino cambio de actitud, pero sus desesperados soldados estaban felices y le animaron a ir a negociar. El rico hombre intento convencerlos de aguantar hasta la noche para poder retirarse a las montañas, pero estos lo amenazaron y aterrado fue a parlamentar, pero entonces volteo y dijo:

Vosotros, Octavio, Petronio y todos los caudillos romanos que estáis presentes, sois testigos de la necesidad de esta partida, y sabéis porque cosas tan violentas y afrentosas se me hace pasar; mas con todo, si llegáis a salvaros, decid ante todos los hombres que Craso pereció engañado de los enemigos, no entregado a la muerte por sus ciudadanos.

El legado y los oficiales acabaron siguiendo al procónsul, quien ordenó a sus lictores, que hasta entonces lo acompañaban, regresar con la tropa. Primero se encontraron con dos mestizos greco-asiáticos quienes le pidieron enviara vigías para asegurarse que Surena avanzaba desarmado. El triunviro envió dos jinetes a preguntar por los términos de paz y el número de la comitiva, pero estos fueron arrestados por el general parto. Luego los oficiales arsácidas avanzaron hacia los romanos y Surena en persona le ofreció un caballo a Craso, aduciendo que la República y Orodes ya habían acordado la paz y debían ir al Éufrates para firmarla. Los partos trajeron un animal con una brida tachonada en oro. El procónsul se montó pero el animal se encabritó, y aunque el legado Octavio y el tribuno Trebonio intentaron contenerlo, la montura simplemente empezó a arrastrar a los romanos. Entonces comenzó una trifulca en la que el legado murió, el tribuno tuvo que huir y el triunviro fue asesinado por un tal Pomaxatres. También le cortó la cabeza y la mano derecha. El resto de la comitiva pereció o logró huir con las tropas. Los arsácidas recibieron ayuda pues sus tropas estaban en la misma llanura, mientras que los romanos debían descender de las alturas para actuar. Según Dion Casio, Craso murió en esos momentos, ya fuera a manos de sus subordinados para evitar que lo capturaran vivo o de sus enemigos por estar malherido. El cronista romano afirma que existen rumores que los partos decidieron verter oro fundido en su boca como castigo a su avaricia. Floro dice que el oro se vertió sobre su cabeza cortada. Era 12 de junio (31 de mayo juliano).
Los arsácidas se dirigieron a la colina, donde exigieron a los romanos rendirse para salvar la vida. Algunos lo hicieron y se entregaron, pero otros esperaron a la noche y buscaron huir a las montañas. Unos pocos fueron alcanzados por los partos al día siguiente, muchos más fueron capturados y ejecutados por los árabes pero la mayoría logró llegar al territorio armenio y después dispersarse hacia Cilicia y Siria.

## Consecuencias

### Bajas
Craso deseaba coronarse con «la gloria de Alejandro», en cambio, perdió su reputación, su ejército, su hijo y su vida. De los expedicionarios, aproximadamente, la mitad mueren, un cuarto es capturado y el resto logra retirarse a Siria. Esto equivale según Plutarco a 20 000 caídos y 10 000 cautivos. Apiano afirma que solo 10 000 escaparon a Siria. Frendo aporta un cálculo moderno más cauto: 4000 muertos, 10 000 prisioneros y otros tantos que se libraron de caer en la batalla o en manos de los enemigos partos. Los cuerpos de los romanos fueron arrastrados y expuestos ante los muros de Sinaca. Fue una de las derrotas más aplastantes de la historia romana. Surena supo sacar partido de la agilidad de sus jinetes, especialmente los arqueros, manteniéndose a distancia para mantener impotentes a las tropas.
Debe tenerse en cuenta que esta era la primera vez que Craso y los romanos enfrentaban un ejército enemigo compuesto únicamente por caballería de arqueros montados esteparios y catafractas blindadas, cuya característica principal era su movilidad. Usualmente, los romanos se adaptaban a las tácticas del enemigo después de enfrentarlos, no antes, y hasta entonces su sistema de lucha (unidades flexibles de infantería pesada) había funcionado.
Otros factores del resultado fueron el liderazgo incompetente demostrado por Craso, su incapacidad para asegurar alianzas con los armenios o los árabes del desierto y el escaso contingente de jinetes y arqueros que tenía. La derrota fue apodada la clades Crassiana, «desastre de Craso», por los historiadores romanos con la manifiesta intención de atribuir toda la culpa de la catástrofe al triunviro derrotado, también acusándolo de llevar a cabo una «guerra injusta» por «razones equivocadas».
Las pérdidas partas son desconocidas, pero es muy probable que fueran mínimas en comparación. Los romanos sobrevivientes llegaron en pequeños grupos a Siria por su cuenta. El destino de los prisioneros es incierto y pasaron a ser llamados la Legión perdida. Es posible que acabaran en Margiana siendo forzados a servir en el ejército parto y acabaron rehaciendo sus vidas en la región.

### Destino de Surena
El general victorioso envió la cabeza y la mano de Craso a Orodes en Armenia, pero también envió mensajeros anunciando que lo traía vivo. En una marcha triunfal que parodiaba el triunfo romano y montó en un caballo, vestido en una túnica de reina, al prisionero que más se parecía al triunviro, un tal Gayo Paciano, haciéndole responder al nombre de Craso o Imperator. Le predecían trompetistas y lictores montados en camellos, quienes llevaban en las hachas de sus fasces las cabezas de sus compañeros. Detrás iban cortesanos y músicos de Seleucia cantando sobre la cobardía del procónsul.
Entre tanto, Orodes y Artavasdes firmaron la paz y una hija del rey armenio fue entregada como esposa al príncipe Pacoro I, primogénito del arsácida. El ejército parto era mediocre a la hora de sitiar las ciudades y si Orodes perdía el tiempo tratando de rendirlas por hambre, Artavasdes, refugiado en las montañas, podía preparar un contraataque. Era mejor negociar. Celebraban banquetes y acudían a obras de teatro griegas. Justo cuando veían Las bacantes de Eurípides, en el momento en que se exhibe la cabeza de Penteo, llegó Silaces con la de Craso, quien hizo una referencia a los monarcas y arrojo el sangriento regalo en medio de los actores. Entonces los partos empezaron a saltar y aplaudir de alegría, recibiendo Silaces un asiento. Luego la cabeza del procónsul fue usada como parte de la utilería de la obra. Pero en la comitiva enviada por Surena estaba Pomaxatres, quien se incorporó a la obra y reclamó decir las líneas que debía decir el actor con la cabeza para alegría de su rey.
Poco después, el monarca parto, temeroso del poder y prestigio logrado por su general, lo mandó ejecutar.

### Contraataque arsácida
Los partos no cruzaron inmediatamente el Éufrates porque estaban más preocupados recuperando el norte de Mesopotamia. El rey arsácida no podía enviar al extranjero un gran ejército fácilmente ni estar él fuera del reino mucho tiempo, esto podía ser aprovechado por los nobles para rebelarse. Y si ponía a un general al mando de tal expedición, era peligroso que ese hombre se sintiera tentado a derrocarlo. Por eso, para los partos era más fácil defender su territorio que expandirlo. Posiblemente que el retraso de esta contraofensiva parta se debiera a la ejecución del mejor general de ese reino y la reorganización del ejército que seguro vino después.
Lo hicieron en el 52 a. C., pero con un ejército menor confiando en que Siria no tendría tropas para defenderse, pero Casio, quien asumió el mando de la provincia interinamente con cargo de cuestor, los expulsó con facilidad pues las tropas arsácidas eran más bien pequeñas bandas que se dedicaron al pillaje y el pretor había fortificado las ciudades y reclutado dos legiones entre los supervivientes de Carras. En el 51 a. C., los arsácidas volvieron con una hueste mayor, compuesta por un gran contingente de caballería y aliados árabes, mandada por el príncipe Pacoro, aunque por su juventud el verdadero comandante era el general Osaces. Se hicieron con toda Siria excepto Antioquia, porque los romanos tenían pocos soldados, no les llegaban refuerzos y toda la provincia empezó a sublevarse, posiblemente por el actuar de partidarios de los partos. Casio, sabiendo que sus fuerzas eran demasiado débiles para una batalla campal, decidió limitarse a defender las ciudades.
La invasión parta produjo gran alarma en las provincias romanas asiáticas romanas, las que contaban con débiles guarniciones por la insistencia de César y Pompeyo de acaparar para sí las tropas y suministros. Solo el gálata Deyótaro y el capadocio Ariobarzanes II se mostraron completamente fieles a Roma, el problema es que Capadocia era un país muy expuesto a un ataque armenio, reino que había abandonado su alianza con la República. Por eso el Senado asignó el mando proconsular a Cicerón en Cilicia y 12 000 infantes y 1200 jinetes, con la expresa orden de mantener a Capadocia en su zona de influencia ya que informes indicaban que Artavasdes II quería invadirla.
Los partos no pudieron tomar Antioquia gracias a la actuación de Casio (quien escribió rogando al Senado por refuerzos), así que se retiraron a Antígona, la que tampoco pudieron conquistar a pesar de sus débiles defensas. Tal vez tampoco fuera su intención, es probable que esa tropa compuesta únicamente por caballería solo buscara saquear y no conquistar, de ahí que ocupara los ricos campos alrededor de Antioquia y no zonas más pobres. Era fácil vadear el Éufrates, evitar las guarniciones de las ciudades y saquear el campo.
Los invasores dejaron tropas encargadas de bloquear las ciudades sirias y siguieron rumbo a Cilicia, aunque la mayoría de sus tropas se concentraron en el valle del río Orontes. Casio empezó a hostigar sus contingentes dispersos por el país y a fines de septiembre, en las cercanías de Antioquia, le tendió una emboscada a Osaces, provocándolo para que lo persiguiera y así poder rodearlo, dándole una herida que lo mató pocos días después. Al parecer, los partos habían saqueado lo que habían podido de los campos sirios y por eso se estaban retirado, no por las acciones romanas. Los arsácidas pasaron el invierno en la llanura de Cirréstica o en los alrededores de Apamea, esperando vengarse en la primavera.
Entre tanto, en Cilicia, Cicerón desembarcó en Laodicea el 31 de julio del 51 a. C. y pocos días después marchaba a Iconio, donde encontró a sus dos legiones amotinadas en momentos que las partidas arsácidas estaban atacando sus fronteras provinciales. Poco después le llegó una carta del rey Antíoco I Theos de Comagene avisándole que Pacoro había cruzado con un gran ejército el Éufrates, pero el procónsul no confiaba en el monarca y no tomó medidas. En septiembre, después de más informes, marchó a las Puertas Cilicias, paso de montaña donde podía controlar quien entraba a su provincia y al reino de Ariobarzanes II. Sin embargo, un cuerpo importante de jinetes partos se adelanto y fue destruido por la guarnición de Epifanía. Cicerón atravesó el paso de montaña y llegó a Tarso el 5 de octubre. Tras morir Osaces se retiró a Laodicea al considerar pasado el peligro. Poco después se les unió Deyótaro acompañado por 12 000 soldados de infantería y 2000 de caballería.
Después de la derrota numerosos pueblos se sublevaron contra Roma, armando una gran fuerza pero Casio venció al principal cabecilla, el rey Antíoco I, en una gran batalla poco antes de defender Antioquia y matar a Osaces. Desde tiempos de Antíoco VII los arsácidas tenían muchos partidarios entre los judíos por los vínculos entre las comunidades de Judea y Babilonia, logrando formar una poderosa facción antirromana que veía a Partia como un poderoso contrapeso que expulsara a Roma y repusiera a Aristóbulo II, por eso se sumaron a la rebelión. En respuesta, Casio, después de expulsar a los partos, marchó a Tiro y luego sobre Tariquea, ciudad a orillas del mar de Galilea que se había sublevado contra los idumeos, esclavizando a 30 000 de sus habitantes.
Poco después, en el 50 a. C., llegó Marco Calpurnio Bíbulo para suceder a Casio como gobernador de Siria. Supo poner a los partos a pelear entre sí convenciendo al sátrapa Ornodapates, enemigo de Orodes II, de manipular a Pacoro para sublevarse contra su padre, lo que llevó a los partos a retirarse al este del Éufrates en julio. Otra fuente indica que el celoso monarca parto ordenó a su hijo volver ante su presencia y en su ausencia el ejército fue vencido. Posteriormente, el rey perdonaría a su joven primogénito. La primera guerra entre romanos y partos acababa tras cuatro años. Durante la siguiente década los arsácidas no volverían a amenazar a la República.
La cabeza de Craso fue exhibida en la corte de Orodes II y los siete estandartes romanos expuestos en los templos de Partia. Tres décadas después, en 20 a. C., el emperador Augusto negoció la devolución de estos y el regreso de los cautivos que habían sobrevivido.
Inicialmente, los romanos deseaban vengarse y acabar con la amenaza arsácida sobre sus provincias orientales, algo que daría popularidad a quien lo hiciera y por eso César planificó una campaña de retaliación en el 44 a. C. pero el Idus de Marzo la canceló. Desde que la noticia del desastre llegó a Roma hubo planes de castigar la afrenta. Se sugirió que César o Pompeyo fuera el encargado de dirigir la campaña, e incluso el primero envió al segundo las legiones I y XV para preparar la expedición.
Posteriormente, los partos aprovecharon las guerras internas entre romanos para continuar su expansión natural hacia el oeste, pero la reacción encabezada por Publio Ventidio Baso le dio a Roma una primera venganza. Mas los romanos querían hacer desaparecer permanentemente el poder parto en la zona, sin embargo, el fracaso de Marco Antonio puso fin a su agresividad. Esto, sumado al recuerdo del desastre de Carras, hizo que olvidaran que Partia en realidad era un Estado débil, que se valía de su difícil geografía más que su poder militar para defenderse porque su naturaleza feudal lo llevaba a constantes y largas guerras civiles por el trono (de hecho, Ctesifonte fue tomada por Trajano en 116, Avidio Casio en 165 y Septimio Severo en 197), y así apoyaron la política de apaciguamiento de Augusto.

### Repercusiones
Para Roma la principal consecuencia de esta batalla fue la muerte de Craso, y por consiguiente la desaparición del primer triunvirato, pasando de un gobierno de tres a otro de dos. Pero aun así dos era multitud para el gobierno de la República y el camino estaba despejado para el inicio de la guerra civil entre Julio César y Pompeyo, ya que se desestabilizó el balance de poder en Roma.

Los persas, que por timbre en sus blasones
 Triunfan de Craso y del valor latino,
 Neutrales hoy, no siguen las facciones
 Del pompeyano bando o cesarino,
 Vanos asaz, porque de tres campeones
 Hicieron dos; pero con armas vino
 A Pompeyo el de Bactro, el fuerte Alano,
 E indistinto a sus fieras el Hircano.

Según Marco Juniano Justino en su Epítome sobre las Historias Filípicas, obra perdida de Pompeyo Trogo, durante esa guerra civil romana los arsácidas apoyaron a Pompeyo porque sabían que Marco, hijo mayor de Craso, estaba en el bando de César y sabían tarde o temprano usaría su riqueza e influencia para vengar a su padre y su hermano menor.
Otra de las implicaciones de esta batalla fue el hecho de que el continente europeo se abriera a un nuevo y preciado material: la seda. Los romanos que lograron sobrevivir a la batalla describieron haber visto unas banderas brillantes usadas por los partos mientras les perseguían. Estas banderas estaban hechas con seda. Así, al mismo tiempo que crecía el interés en Europa por este tejido, se extendía la ruta de la seda entre este continente y China, dando comienzo a una de las rutas comerciales más grandes y prósperas de la historia.
Como ejercicio de ucronía se ha reflexionado sobre una victoria romana, la que hubiera sido inicial y menor, pues el principal ejército arsácida estaba en Armenia, y se necesitarían años para conquistar Mesopotamia, pero una vez conseguido Craso tendría una base de poder económico y militar y un prestigio que lo equiparada a los otros triunviros. Tal vez no podría mantenerla por estar muy expuesta a contraataques partos o invasiones nómadas.
Una exitosa campaña quizás se hubiera dado una guerra civil entre los tres, similar a lo sucedido en la anarquía del siglo III, cuando Roma enfrentó la secesión temporal de sus provincias occidentales (Imperio galo) y orientales (Imperio de Palmira), resultando muy debilitada. Otra posibilidad es que el statu quo se hubiera mantenido y los triunviros hubieran sido sucedidos por una nueva generación.
Por otra parte, el control de los puertos del golfo Pérsico hubiera aumentado el comercio de Roma con el subcontinente indio, África Oriental y la China Han. Probablemente esto hubiera motivado más campañas de expansión a los desiertos de Arabia, el aliado Egipto o la rica Persia; un comandante militar hábil quizás hubiera llegado hasta la India, incluso intentaría conquistarla también. El problema para tal expansión no era cultural, pues en Oriente se hablaba el griego, idioma bien conocido por la élite romana, sino de distancias. En tal escenario la división del mundo romano en una mitad occidental y otra oriental hubiera ocurrido mucho antes.